# IC 203
IC 203 је спирална галаксија у сазвјежђу Кит која се налази на листи објеката дубоког неба у Индекс каталогу.
Деклинација објекта је + 9° 7' 23" а ректасцензија 2h 7m 29,6s. Привидна величина (магнитуда) објекта IC 203 износи 16,1 а фотографска магнитуда 16,9. IC 203 је још познат и под ознакама NPM1G +08.0075, PGC 212915.